# IK Bergaström
IK Bergaström är en idrottsförening från Lilla Edet bildades 1949. Klubbdräkten är röd, svart och vit. 
Föreningen har ca 400 medlemmar som om somrarna tränar på Ekaråsens IP, och om vintrarna i Fuxernahallen.
Klubben arrangerar årligen flera tävlingar sanktionerade av SFIF. Inomhus hålls Fuxerna Open, vanligtvis i februari, och utomhus Edetspelen i början av juni. Dessutom arrangeras långloppet Edet Runt i augusti varje år. 
IK Bergaström åker på skidresa på våren. IK Bergaström bedriver träning i friidrott, basket, löpträning, kickbike/skateboard, gym för medlemmar. IK Bergaström driver även en fritidsgård som är öppen 3 kvällar i veckan.